# كاثلين غالاغير (كاتبة نيوزيلندية)
كاثلين غالاغير (بالإنجليزية: Kathleen Gallagher)‏ (1957، كرايستشرش في نيوزيلندا)؛ كاتبة مسرحية، شاعرة وروائية نيوزيلندية.